# Muraille de Chine (Clermont-Ferrand)
Pour les articles homonymes, voir Muraille de Chine.
La muraille de Chine est le surnom donné à un grand ensemble construit en 1961 et détruit en 2023, situé sur le plateau du quartier Saint-Jacques de la ville de Clermont-Ferrand.

## Historique
Le projet du grand ensemble débute au milieu des années 1950, la barre apparaissant pour la première fois sur une maquette du secteur industrialisé datant de 1955. Le permis de construire est délivré le 29 juillet 1958. Après un concours d'entreprises, le procès-verbal du jury de concours, daté du 15 octobre 1958, est soumis par le maître d'ouvrage et l'Office municipal d'habitation à loyer modéré à l'approbation du préfet le 26 janvier 1959.
Les premiers locataires emménagent en 1961. La construction de la première tranche se termine en 1962.
Plusieurs opérations de rénovation ont lieu sur l'ensemble. En 1980, l'Office public HLM repeint la façade nord de l'édifice, habillant les murs de bandes horizontales, et installe 411 m2 de capteurs solaires thermiques sur le toit de l'immeuble afin de produire de l'eau chaude et réduire la consommation énergétique de l'ensemble, suivi en 2007 de l'installation d'autres panneaux. Une réhabilitation intérieure est effectuée en 1991.
Le 26 septembre 2016, le maire de Clermont-Ferrand, Olivier Bianchi, annonce la déconstruction de l'ensemble pour 2020, la rénovation ne permettant pas « d'offrir des conditions d'habitation dignes aux habitants ». Les logements sont notamment trop petits (55 m2 contre 66 m2 minimum pour les constructions récentes) et rencontrent des problèmes d'isolation thermique et phonique,. La déconstruction est votée le 14 avril 2017 en séance du conseil municipal de Clermont-Ferrand dans le cadre du Nouveau programme national de rénovation urbaine (NPNRU).
Les habitants sont relogés par Logidôme (aujourd'hui assemblia), le bailleur social, à partir de 2018. Fin 2020, près de 200 familles avaient été relogées sur les 354 logements occupés. Les travaux de démolition du bâtiment de l'allée des Dômes, un immeuble de 14 étages situé sur le même site, commencent début 2021. À cette date, la destruction de l'ensemble, dont le calendrier n'a que peu été affecté par la pandémie de Covid-19, est prévue pour fin 2023,.
Finalement, la déconstruction débute le 6 avril 2023 au rythme d'un bloc par semaine, l'ensemble en comptant 14. Un parc urbain de 3,5 hectares remplacera le grand ensemble. Le chantier se termine le 11 juillet 2023. Environ 25 % des gravats issus des travaux seront utilisés pour construire le parc.

## Description

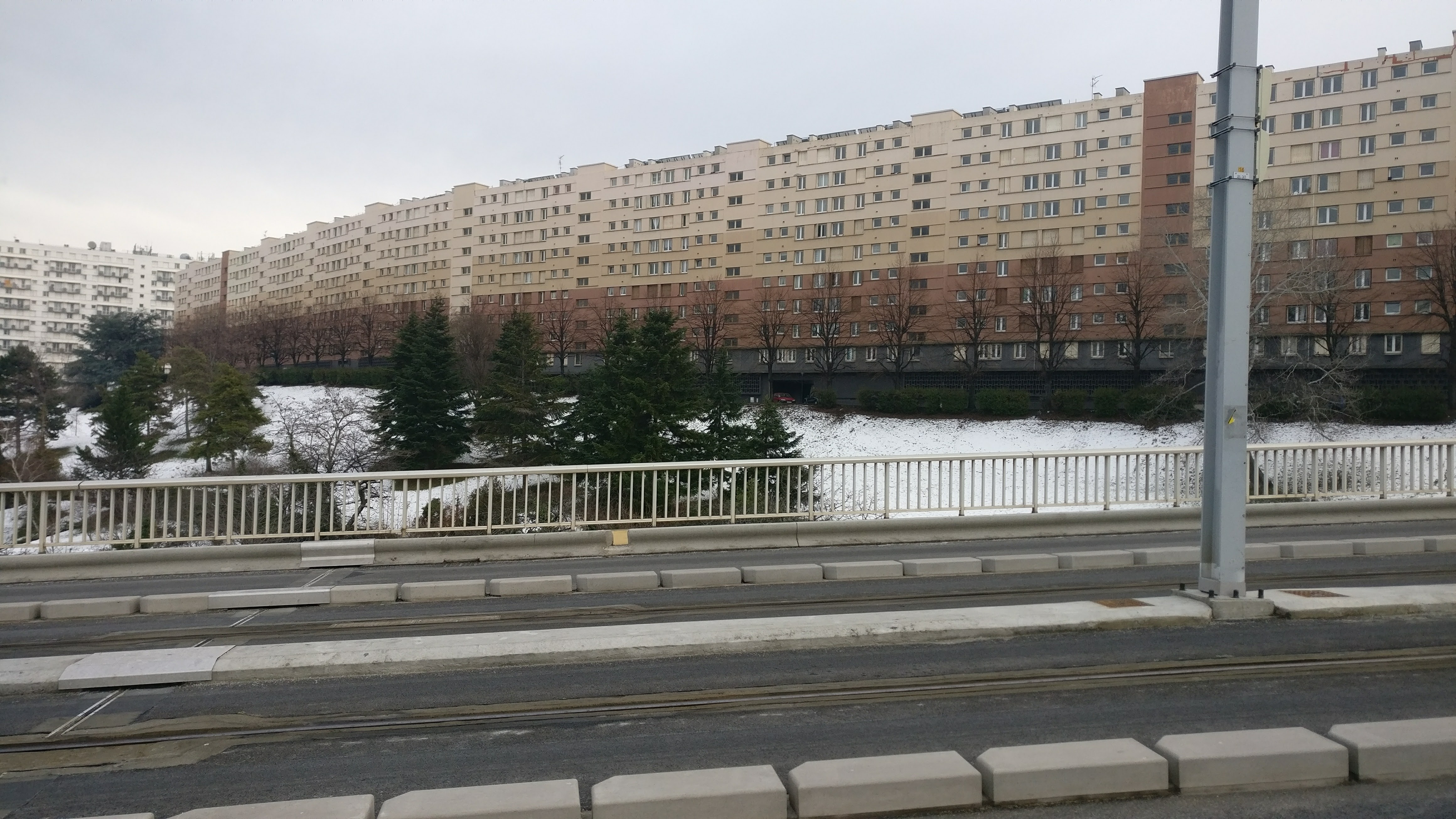
Muraille de Chine.

Le grand ensemble, long de 320 mètres et haut de 30 mètres, est composé de quatorze blocs accolés et 8 étages comprenant un total de 354 logements.

## Héritage
L'annonce de la déconstruction reçoit un accueil mitigé de la part de certains habitants. Pour Dominique Adenot, adjoint à l'urbanisme et président de Logidôme, le bailleur social de l'ensemble, qui répondait à des rumeurs de destruction en 2011, malgré les coûts élevés de réhabilitation, « détruire n'est pas la solution » : « construire du neuf coûte cher et les contraintes sont nombreuses. J'ai des difficultés à louer les opérations neuves qui sortent de terre car les loyers ne sont pas assez bas. Je ne peux présenter des loyers modérés que sur de l'habitat reconstruit. Par ailleurs, la muraille a été très bien construite. C'est du costaud et c'est un bien patrimonial quand je discute avec le directeur de l'école d'architecture ».
Des étudiants de l'École supérieure d'art de Clermont Métropole sont chargés de collecter la mémoire des habitants de l'ensemble. Une partie du court-métrage Sphynx, réalisé en 2019 par Tito Gonzalez Garcia, se déroule dans un immeuble déjà évacué de l'ensemble.

## Dénomination
Le grand ensemble aurait été désigné pour la première fois sous le nom de « muraille de Chine », appellation inspirée de la Grande muraille, par un journaliste de La Montagne en novembre 1960. Ce surnom est ensuite repris par Georges Bovet, architecte en chef du grand ensemble, dans un rapport de 1966.